# GM VSS
Vehicle Set Strategy, vaak afgekort tot VSS, is de naam van een reeks van vier autoplatforms die door General Motors worden gebruikt voor hun voertuigen als onderdeel van een poging om het platformgebruik te consolideren naar de toekomst toe. Het is de bedoeling van General Motors om met VSS, in combinatie met speciale EV-platforms, meer dan 75% van de modellen te ondersteunen.

## VSS-F
VSS-F wordt het belangrijkste platform voor voorwielaangedreven auto's van GM en wordt beschouwd als een opvolger van de Gamma-, Delta- en Epsilon-platforms. Het is de bedoeling om in de toekomst modellen uit de compacte klasse tot en met de topklasse en kleinere cross-overs te ondersteunen. De eerste cross-overs die al gebruik maken van het VSS-F platform zijn de Chevrolet Trailblazer en de Buick Encore GX.
Van de vier VSS-platforms is VSS-F het verst ontwikkeld, met reeds drie varianten:
- VSS-F A: voor auto's uit de miniklasse (A), zoals de Chevrolet Spark
- VSS-F B/C: voor auto's uit de compacte klasse (B) en de compacte middenklasse (C), zoals de Buick Encore en de Chevrolet Sonic
- VSS-F D/E: voor auto's uit de middenklasse (D) en de hogere middenklasse (E), zoals de Chevrolet Malibu en Chevrolet Impala

## VSS-R
VSS-R wordt het enige platform van GM voor achterwielaangedreven auto's. Het wordt beschouwd als een opvolger van zowel het Alpha- als het Omega-platform. Voertuigen die door dit platform zullen ondersteund worden, zijn onder meer de tweede generatie van de Cadillac CT4, CT5 en CT6, evenals toekomstige modellen van de Chevrolet Camaro.

## VSS-S
VSS-S wordt het secundaire platform voor voorwielaandrijving van GM, dat ook geschikt zal zijn voor vierwielaandrijving. Daarom is GM van plan dit platform te gebruiken voor cross-overs variërend in grootte van de compacte middenklasse tot de topklasse. Voertuigen die door dit platform zullen ondersteund worden, zijn onder meer de Buick Enclave en Chevrolet Equinox.

## VSS-T
VSS-T wordt het enige platform van GM voor SUV's en pick-ups met vierwielaandrijving. Het wordt beschouwd als een opvolger voor het al lang bestaande GMT-platform. Het moet in staat zijn om middelgrote en grote pick-ups te ondersteunen en zal gebruikt worden voor zowel de vijfde generatie Chevrolet Silverado als voor de vierde generatie Chevrolet Colorado.